# Aire d'attraction d'Yssingeaux
L'aire d'attraction d'Yssingeaux est un zonage d'étude défini par l'Insee pour caractériser l’influence de la commune d'Yssingeaux sur les communes environnantes. Publiée en octobre 2020, elle se substitue à l'aire urbaine d'Yssingeaux, qui comportait 2 communes dans le zonage de 2010.

## Définition
L'aire d'attraction d'une ville est composée d’un pôle, défini à partir de critères de population et d’emploi ainsi que d’une couronne constituée des communes dont au moins 15 % des actifs travaillent dans le pôle. Le pôle d’attraction constitue ainsi un point de convergence des déplacements domicile-travail,.

## Géographie
L’aire d'attraction d'Yssingeaux est une aire intra-départementale qui comporte 9 communes dans la Haute-Loire. 

### Carte

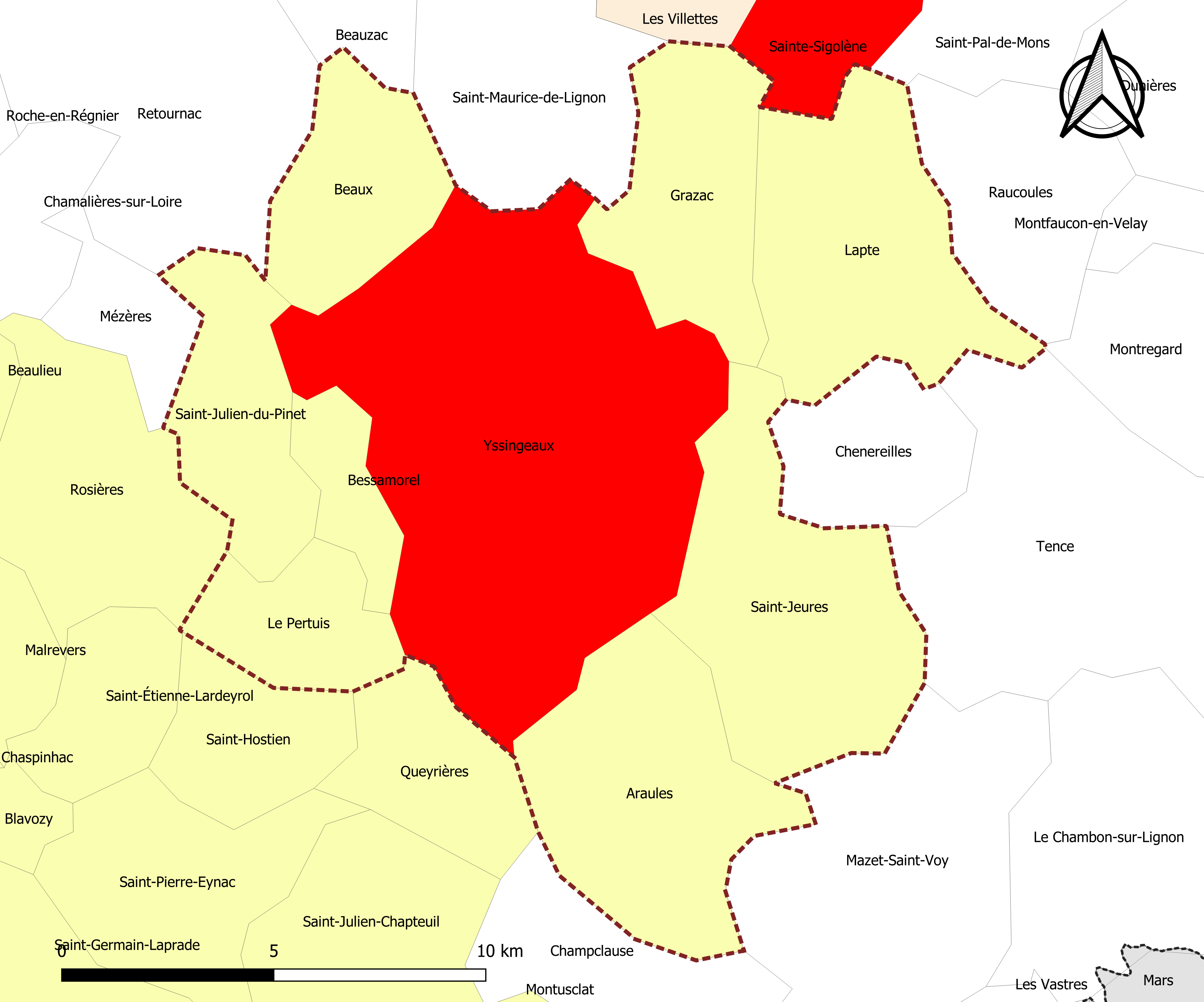
Carte de l'aire d'attraction d'Yssingeaux.
Commune-centre
Commune de la couronne

### Composition communale
| Nom                         | Code Insee | Département | Statut                 | Superficie (km2) | Population (dernière pop. légale) | Densité (hab./km2) | Modifier                                    |
| --------------------------- | ---------- | ----------- | ---------------------- | ---------------- | --------------------------------- | ------------------ | ------------------------------------------- |
| Yssingeaux (commune-centre) | 43268      | Haute-Loire | commune-centre         | 80,57            | 7 380 (2022)                      | 92                 | modifier les données · modifier les données |
| Araules                     | 43007      | Haute-Loire | commune de la couronne | 31,10            | 615 (2022)                        | 20                 | modifier les données · modifier les données |
| Beaux                       | 43024      | Haute-Loire | commune de la couronne | 16,78            | 865 (2022)                        | 52                 | modifier les données · modifier les données |
| Bessamorel                  | 43028      | Haute-Loire | commune de la couronne | 7,37             | 448 (2022)                        | 61                 | modifier les données · modifier les données |
| Grazac                      | 43102      | Haute-Loire | commune de la couronne | 21,66            | 1 126 (2022)                      | 52                 | modifier les données · modifier les données |
| Lapte                       | 43114      | Haute-Loire | commune de la couronne | 30,75            | 1 774 (2022)                      | 58                 | modifier les données · modifier les données |
| Le Pertuis                  | 43150      | Haute-Loire | commune de la couronne | 11,89            | 542 (2022)                        | 46                 | modifier les données · modifier les données |
| Saint-Jeures                | 43199      | Haute-Loire | commune de la couronne | 34,14            | 993 (2022)                        | 29                 | modifier les données · modifier les données |
| Saint-Julien-du-Pinet       | 43203      | Haute-Loire | commune de la couronne | 17,20            | 487 (2022)                        | 28                 | modifier les données · modifier les données |

## Démographie
Cette aire est catégorisée dans les aires de moins de 50 000 habitants, une catégorie qui regroupe 12,2 % de la population au niveau national,.